# Maksim Cvetkov
Maksim Sergeevič Cvetkov (in russo Максим Сергеевич Цветков?; 3 gennaio 1992) è un biatleta russo.

## Biografia
In Coppa del Mondo ha esordito il 28 febbraio 2013 a Oslo Holmenkollen (8°) e ha ottenuto la prima vittoria, nonché primo podio, il 13 dicembre 2014 a Hochfilzen.
Ai Mondiali di Kontiolahti 2015, sua prima presenza iridata, è stato 10º nella staffetta mista; due anni dopo, ai Mondiali di Hochfilzen 2017, ha vinto la medaglia d'oro nella staffetta. Ai XXIV Giochi olimpici invernali di Pechino 2022 ha vinto la medaglia di bronzo nella staffetta. È inattivo in ambito internazionale dalla stagione 2021-2022 poiché in seguito all'invasione russa dell'Ucraina del 2022 gli atleti russi sono stati esclusi dalle competizioni riconosciute dall'International Biathlon Union.

## Palmarès

### Olimpiadi
- 1 medaglia:
  - 1 bronzo (staffetta a Pechino 2022)

### Mondiali
- 1 medaglia:
  - 1 oro (staffetta[2] a Hochfilzen 2017)

### Mondiali juniores
- 8 medaglie:
  - 5 ori (sprint, inseguimento, staffetta a Nové Město 2011; sprint, inseguimento a Kontiolahti 2012)
  - 1 argento (inseguimento a Obertilliach 2013)
  - 3 bronzi (staffetta a Kontiolahti 2012; sprint, staffetta a Obertilliach 2013)

### Coppa del Mondo
- Miglior piazzamento in classifica generale: 19º nel 2017
- 13 podi (3 individuali, 10 a squadre), oltre a quello conquistato in sede iridata e valido anche ai fini della Coppa del Mondo:
  - 6 vittorie (1 individuale, 5 a squadre)
  - 4 secondi posti (2 individuali, 2 a squadre)
  - 3 terzi posti (a squadre)

#### Coppa del Mondo - vittorie
| Data             | Località          | Nazione  | Specialità                                                               |
| ---------------- | ----------------- | -------- | ------------------------------------------------------------------------ |
| 13 dicembre 2014 | Hochfilzen        | Austria  | RL (con Timofej Lapšin, Dmitrij Malyško e Anton Šipulin)                 |
| 15 febbraio 2015 | Oslo Holmenkollen | Norvegia | RL (con Evgenij Garaničev, Dmitrij Malyško e Anton Šipulin)              |
| 24 gennaio 2016  | Anterselva        | Italia   | RL (con Evgenij Garaničev, Dmitrij Malyško e Anton Šipulin)              |
| 25 marzo 2018    | Tjumen'           | Russia   | MS                                                                       |
| 13 gennaio 2019  | Oberhof           | Germania | RL (con Evgenij Garaničev, Dmitrij Malyško e Aleksandr Loginov)          |
| 15 gennaio 2022  | Ruhpolding        | Germania | RL (con Said Karimulla Khalili, Daniil Serochvostov e Aleksandr Loginov) |

Legenda:

MS = partenza in linea

RL = staffetta